# Зона Вранча
Зона Вранча — сейсмоактивная зона, расположенная на участке стыковки Южных (Румыния) и Восточных (украинских) Карпат в жудеце (уезде) Вранча, Румыния.
Максимальная магнитуда землетрясений в этой сейсмоактивной зоне достигает 8,3. Ячейки землетрясений расположены в консолидированной коре, а также в мантии на глубинах от 80 до 190 км. Благодаря большим глубинам и магнитудам землетрясения зоны Вранча проявляются на огромной территории — от Греции на юге до Финляндии на севере.

## Сильнейшие землетрясения
Землетрясения с магнитудой 8,3 в 1940, с магнитудой 7,2 в 1977 годах имели катастрофические последствия.